# مستر نايس جاي (فلم 1997)
مستر نايس جاي (بالإنجليزية: Mr. Nice Guy) هو فيلم حركة وجريمة كوميدي صدر في سنة 1997. الفيلم من إخراج سامو هونغ من بطولة جاكي شان وريتشارد نورتون، ميكي لي، في الوطن العربي تمت مترجم بالعربية الفيلم مترجم للعربية وتم عرضه على قناة سبيس باور عام 2008 .

## القصة
يتورط طاه صيني مع مراسل أخبار يقوم بتصوير جريمة مخدرات فيكتشف المجرمون أمره، ويدخل الرجلان مطاردة يحاولان فيها الفرار من العصابة التي تحاول فعل أي شيء لاستعادة الشريط الذي يصور الجريمة.

## وصلات خارجية
- مقالات تستعمل روابط فنية بلا صلة مع ويكي بيانات
- مستر نايس جاي  في قاعدة بيانات الأفلام على الإنترنت (بالإنجليزية)
- مستر نايس جاي على موقع أول موفي.
- Mr. Nice Guy في روتن توميتوز.

1. ↑  "معلومات عن مستر نايس جاي (فيلم 1997) على موقع moviemeter.nl". moviemeter.nl. مؤرشف من الأصل في 2015-06-19.
2. ↑  "معلومات عن مستر نايس جاي (فيلم 1997) على موقع imdb.com". imdb.com. مؤرشف من الأصل في 2019-08-22.
3. ↑  "معلومات عن مستر نايس جاي (فيلم 1997) على موقع movie.walkerplus.com". movie.walkerplus.com. مؤرشف من الأصل في 2015-09-17.